# Antoine de Roquelaure
Pour les articles homonymes, voir Roquelaure.
Pour son petit-fils, voir Antoine Gaston de Roquelaure.
Antoine de Roquelaure, seigneur de Roquelaure, Gaudoux, Sainte-Christie, Mirepoix, Montbert, baron de Lavardens et de Biran, né en mars 1543, mort le 9 juin 1625 à Lectoure, est un gentilhomme et militaire français. Il est nommé maréchal de France en 1614.

## Biographie
Troisième fils de Géraud seigneur de Roquelaure, Gaudoux, de Montbert et du Longart (mort en 1557) et de Catherine de Besolles, Antoine de Roquelaure était destiné par son père à l'état ecclésiastique. À la mort de son père, il hérite du titre de seigneur de Longard et se met au service du roi de Navarre.
Jeanne d'Albret le tient en haute estime et en 1563 au décès de son mari, Antoine de Bourbon, elle lui donne une partie du fief de Roquelaure que la couronne de Navarre possédait et l'attacha à son fils Henri qui venait à neuf ans d'hériter de la responsabilité royale en Navarre.
Antoine de Roquelaure avait dix-huit ans à peine et le jeune roi Henri sut vite apprécier les qualités de ce compagnon brillant, fidèle et entièrement dévoué à son roi. Il fait partie du cercle des gentilshommes qui accompagnent le roi à Paris lors du mariage avec Marguerite de Valois en 1572 et participe à son évasion lors d'une partie de chasse quatre ans plus tard.
Nommé gouverneur de Guyenne, Roquelaure fait partie du groupe des intimes qui entourent et conseillent le roi à la cour de Nérac, il participe ainsi à la prise d'Eauze en 1579. Lorsque Henri devient roi de France en 1589, il le suit dans tous les combats (Coutras, Arques, Ivry et Fontaine-Française) et prend une part importante dans la conversion du roi Henri IV au catholicisme.
Cela lui vaut des charges et bénéfices qui en font un des personnages les plus importants du Royaume. Il est ainsi grand maître de la garde-robe royale à partir de 1589. Puis en 1595, il fut nommé chevalier des ordres du roi et pourvu de la lieutenance du roi pour la Haute-Auvergne, de la capitainerie du château de Fontainebleau et, peu après, du gouvernement du comté de Foix et enfin de la lieutenance de Guyenne en 1597, ce qui lui valut d'être nommé quelques années plus tard maire de Bordeaux. Le 14 mai 1610, Antoine de Roquelaure est dans le carrosse au moment de l'assassinat d'Henri IV par Ravaillac.
Lors de la régence, il est souvent sollicité par Marie de Médicis pour remettre dans leur devoir plusieurs cités rebelles et est honoré en 1614 du titre de Maréchal de France par Louis XIII.
Il se démet en 1613 de la charge de gouverneur de Guyenne et ne garde que le poste de gouverneur de Lectoure, qui lui permet de revenir sur ses terres. Il initie en 1620 la réhabilitation du château de Lavardens et la construction de celui du Rieutort à Roquelaure dont il ne verra pas l'achèvement. À Lectoure, il donne une maison et un jardin pour l’installation du couvent des Carmélites, qu’il dote par ailleurs richement (la chapelle des Carmélites conserve toujours le manteau de Roquelaure). Il meurt en 1625 dans l’ancien château des comtes d'Armagnac.
Par sa truculence, sa générosité, sa proximité avec Henri IV, le baron de Roquelaure est l’un des rares personnages historiques devenus des personnages de contes populaires gascons, tels ceux recueillis par Jean-François Bladé : « Roquelaure, qui était l’homme le plus farceur de France ».

## Mariages et descendance
Il épouse, en 1581, Catherine d'Ornesan (morte en 1601) dont il a plusieurs enfants:
- Rose de Roquelaure (1580-1605), mariée à François de Noailles, d'oú:
  - duc Anne de Noailles ;
- Louise de Roquelaure (1582-1610), mariée à Antoine II de Gramont, d'oú:
  - duc Antoine III de Gramont ;
- Jean-Louis de Roquelaure (1582-1610) ;
- Marie de Roquelaure (1586-1622), mariée à Jacques de Stuer de Caussade, d'oú:
  - princes de Carency.

N'ayant aucun descendant mâle à la mort de son fils Jean-Louis en 1610, il se remarie en 1611 avec Susanne de Bassabat avec qui il a 12 enfants dont:
- Gaston-Jean-Baptiste de Roquelaure (1617-1683[5]), esprit célébré, pair de France en 1652 et gouverneur de Guyenne en 1679.
- Louise de Roquelaure (1612-1674), mariée à Alexandre de Lévis-Mirepoix ;
- Marie-Angélique de Roquelaure (1623-1678), mariée à jean-Jacques de Cassagnet-Fimarcon.

## Armoiries
| Figure               | Nom du prince et blasonnement |
| Armes des Roquelaure | Armes des Roquelaure D'azur, à trois rocs d'échiquier d'argent. |
|                      | Armes du baron de Roquelaure Selon Johannes Baptist RietstapÉcartelé: aux 1 et 4, d'azur, à trois rocs d'échiquier d'argent (Roquelaure); aux 2 et 3, d'argent, à deux vaches passantes de gueules, accornées, colletées et clarinées d'azur, l'une sur l'autre, et au chef d'azur, ch. de trois étoiles d'or (de Besolles). Sur le tout d'azur au lion d'or (Bouzel-Roque-Espine). Selon le père AnselmeÉcartelé: aux 1 et 4, d'azur, à trois rocs d'échiquier d'argent (Roquelaure); aux 2 et 3, d'argent, à deux vaches passantes de gueules, accornées, colletées et clarinées d'azur, l'une sur l'autre, et au chef d'azur, ch. de trois étoiles d'or (de Besolles). Sur le tout d'argent au lion d'azur (Bouzel-Roque-Espine). |